# Marco Brociner

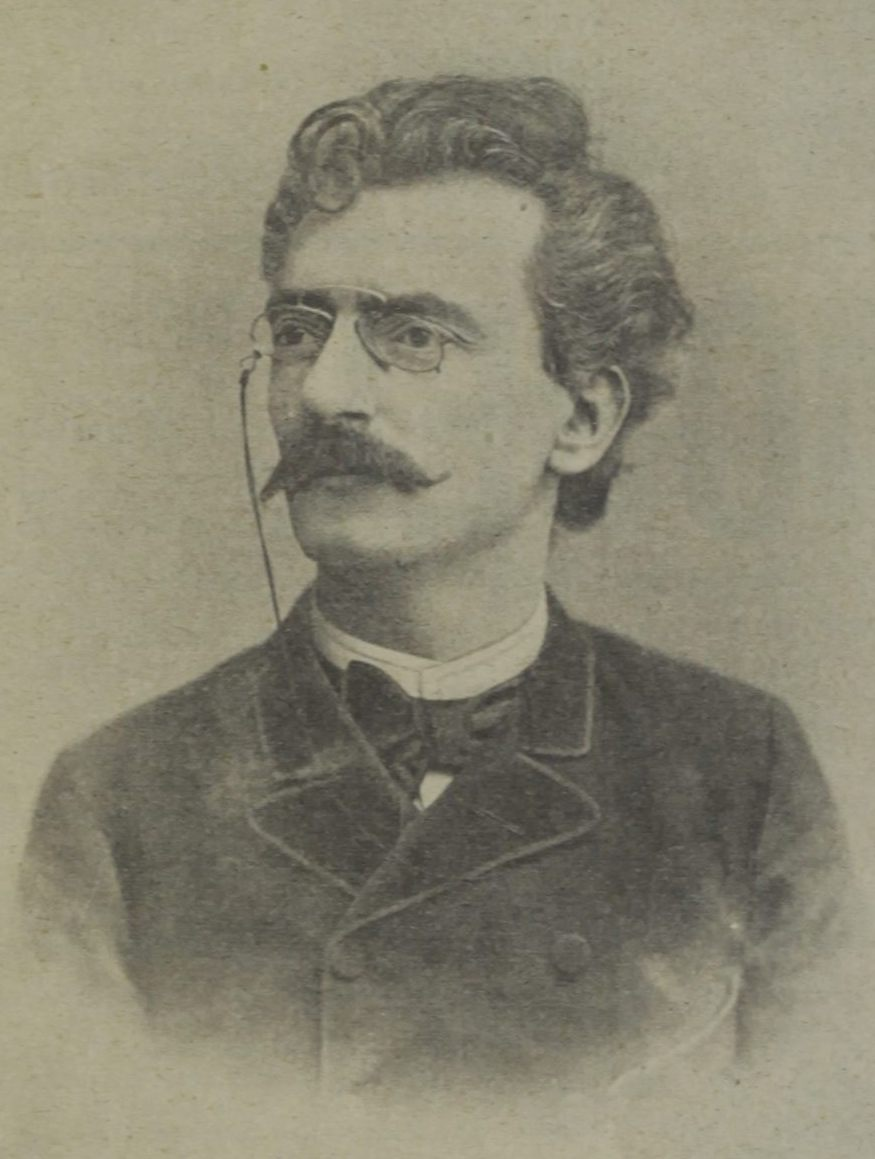
Marco Brociner, um 1902

Marco Brociner (geboren 2. Dezember 1852 in Jassy, Fürstentum Moldau; gestorben 12. April 1942 in Wien) war ein österreichischer Journalist und Schriftsteller. 

## Leben
Marco Brociner wuchs als Sohn des Kaufmanns Idel Brociner und der Pauline Goldenthal in einer jüdischen Familie auf. Sein Bruder Joseph B. Brociner (1846–1918) wurde Jurist und Kämpfer für die Judenemanzipation in Rumänien, Mauriciu Brociner (1855–1946) wurde Offizier der rumänischen Armee und Andre Brociner (1856–1930) wurde Kaufmann.
Marco Brociner besuchte die Schule in Jassy und studierte Philologie oder Jura an den Universitäten Leipzig und München und wurde 1878 in Heidelberg promoviert (nicht belegbar). Als Student publizierte er in der rumänischen jüdischen Zeitschrift „Vocea aparatorului“. Seit 1879 war er Mitarbeiter des „Bukarester Tageblatts“, dessen Leitung er später übernahm. Er kehrte 1880 nach Rumänien zurück. Ab 1882 schrieb er nicht mehr in Rumänisch, sondern nur noch auf Deutsch. In Rumänien wurden er und andere 1885 politisch verfolgt, und er ging 1887 nach Wien, wo ihn Ludwig Ganghofer als Zeitungsredakteur an das Neue Wiener Tagblatt holte. Brociner heiratete und hatte die Tochter Lotti (Charlotte) Brociner und die Söhne Hans Brociner und Siegfried Brociner. Mit Ganghofer schrieb er 1890 das Stück „Die Hochzeit von Valeni“, das am Deutschen Volkstheater 150 Aufführungen hatte und vor dem Ersten Weltkrieg verfilmt wurde. Es diente auch als Libretto zu Karel Weis’ Oper Die reiche Hochzeit. Er schrieb zahlreiche Dramen, Novellen und Romane. Brociners dramatische Werke wurden unter anderem am Hofburgtheater und am Akademietheater aufgeführt. Das Moderne Theater in Wien eröffnete 1924 unter dem Direktor Robert Blum mit Brociners Stück „Das Weib ist bitter“. 
In der Zeit des Nationalsozialismus wurde sein Stück „Das Volk steht auf!“ (1911) auf die „Liste des schädlichen und unerwünschten Schrifttums“ gesetzt. Nach dem Anschluss Österreichs 1938 wurde Brociner als Jude misshandelt.

## Werke (Auswahl)
- Aus zwei Zonen: Rumänische Kulturbilder und novellistische Skizzen. Bremen : Kühlmann, 1880
- Jonel Fortunat. 2 Bände. Stuttgart : Deutsche Verlagsanstalt, 1889
- Aus der Tragikomödie des Lebens. Deutsche und rumänische Geschichten. Stuttgart : Bonz, 1890
- mit Ludwig Ganghofer: Die Hochzeit von Valeni. : Schauspiel in 4 Aufzügen. Stuttgart : Bonz & Comp., 1891
- Die Sündflut. Schauspiel. Stuttgart : Bonz, 1893
- Tandaradei!  Stuttgart : Bonz, 1896
- In ewiger Nacht!, Die Doppelverlobung. Berlin : Weichert, 1897
- Im Banne der Leidenschaft : Novelle; Florica : Erzählung aus Rumänien. Berlin : Hillger, 1898
- Zwei Welten. Theaterstück. Stuttgart : Bonz, 1898
- Der neue Glaube. Roman. Stuttgart : Bonz, 1898
- Die Ehrenbürger. Theaterstück, 1903
- Weihrauch. Roman. Wien : Wiener Verlag, 1904
- Die Liebesabenteuer des Herrn Bobrica. Berlin : Hillger, 1906
- Hinter dem Vorhang. Theaterstück, 1909
- Das Volk steht auf! Ein sozialer Roman.  Stuttgart : Bonz, 1911
- Vor dem Sündenfall. Lustspiel. Wien : Schmiedell, 1911
- Die Seelendoktorin. Roman. Mit Illustrationen von M. Däumich. Berlin : Hillger, 1914
- Wenn die Jugend wüßte ... Nachdenkliche und heitere Geschichten. Wien : Steyrermühl, 1924
- Der einsame Tenor. Theaterstück, 1928
- Eine Hochzeit mit Hindernissen u[nd] a[ndere] humoristische Erzählungen. Bukarest : Kriterion-Verlag, 1972